# Martin Joseph Brenner
Martin Joseph Brenner (* 3. Februar 1986) ist ein ehemaliger uruguayisch-österreichischer Fußballspieler und nunmehriger -trainer.

## Karriere

### Als Spieler
Der auf der Stürmerposition agierende Martin Brenner stand zu Beginn seiner Karriere in Reihen der Montevideo Wanderers. Von dort wechselte er zu Ethnikos Piräus. Er spielte dort gemeinsam mit seinen uruguayischen Landsleuten Martín Morales und Marcelo Damiano. Nachdem er jedoch nur wenig Einsatzzeiten erhalten hatte, kehrte er im Jänner 2006 zu den Wanderers zurück. Mitte 2006 verpflichtete ihn der österreichische Zweitligist SC Austria Lustenau. Sein Debüt für die Profis in der zweiten Liga gab er im August 2006, als er am ersten Spieltag der Saison 2006/07 gegen den SC-ESV Parndorf 1919 in der Startelf stand und in der 67. Minute durch Patrick Scherrer ersetzt wurde. In der Saison 2006/07 kam er zu elf Ligapartien für Lustenau und spielte zudem auch in der drittklassigen Regionalliga für die Amateure der Vorarlberger. Mit den Amateuren der Lustenauer musste er zu Saisonende in die Vorarlbergliga absteigen. Insgesamt kam er zu 21 Einsätzen in der Westliga, in denen er drei Tore erzielte. Seit Jahresbeginn 2008 soll er zunächst vereinslos gewesen sein. Ab der Apertura 2008 setzte er seine Karriere beim uruguayischen Verein CA Basáñez fort. In jener Halbserie der Spielzeit 2008/09 traf er bei den in der drittklassigen Segunda Divisional B Amateur antretenden Montevideanern viermal ins gegnerische Tor. 2015 beendete er seine Karriere als Aktiver.

### Als Trainer
Brenner wurde zur Saison 2019/20 in Liechtenstein Trainer des in der vierten Schweizer Liga spielenden FC Balzers. Im Mai 2020 verlängerte er seinen Vertrag im Fürstentum bis 2021. Im April 2022 wurde er von Balzers entlassen.
Zur Saison 2022/23 übernahm er dann den österreichischen Regionalligisten VfB Hohenems. Die erste Saison beendete er mit dem Team als Dritter der Regionalliga West. Zur Saison 2024/25 wechselte er als Nachfolger von Andreas Heraf zum Zweitligisten SC Austria Lustenau, bei dem er bereits als Spieler tätig gewesen war. Unter seiner Führung holte der Bundesliga-Absteiger in der Hinrunde aber nur drei Siege, die Austria belegte nach 15 Spieltagen den elften Rang. Daraufhin wurde Brenner im November 2024 wieder entlassen.